# Parafia św. Franciszka z Asyżu w Łodzi (starokatolicka mariawitów)
Parafia św. Franciszka z Asyżu w Łodzi – mariawicka parafia, siedziba diecezji śląsko-łódzkiej Kościoła Starokatolickiego Mariawitów w RP.
Siedziba diecezji oraz kościół parafialny pw. św. Franciszka z Asyżu znajduje się w Łodzi, w województwie łódzkim, przy ulicy Franciszkańskiej 27. Aktualnie posługę proboszcza sprawuje biskup bp Ludwik Maria Jabłoński. Na terenie parafii zamieszkuje kapł. Mieczysław Maria Kazimierz Kaczmarski.

## Obszar
Parafia w Łodzi należy do największych parafii mariawickich w Polsce; skupia wiernych zamieszkujących Łódź i okoliczne miejscowości. Parafia liczy około 1200 wiernych.
Placówka posiada cmentarz wyznaniowy, punkt katechetyczny oraz kościół parafialny. Proboszcz parafii w Łodzi sprawuje także opiekę nad parafią Trójcy Przenajświętszej w Piątku oraz parafią Przenajświętszego Sakramentu w Pabianicach.

## Historia
Swoje powstanie parafia św. Franciszka z Asyżu w Łodzi, wiąże z postacią ks. Edwarda Marksa. Za przynależność do Zgromadzenia Kapłanów Mariawitów został przeniesiony na wikariat do Góry św. Małgorzaty i tam zasuspendowany. Pierwszą mszę mariawicką w Łodzi odprawiono 5 maja 1906 w kaplicy przy ul. Widzewskiej 7 (obecnie Jana Kilińskiego). Na terenie Łodzi mariawityzm zyskał duże uznanie, życie liturgiczne przeniosło się do wynajętego pofabrycznego budynku przy ul. Stefana Żeromskiego 74, a w czerwcu 1906 zakupiono od małżeństwa Halladinów posesję przy ul. Franciszkańskiej 27 za kwotę 22 tys. rubli. 7 września 1906 rozpoczęto budowę kościoła, a już 1 listopada dokonano poświęcenia wzniesionej świątyni pw. św. Franciszka z Asyżu.
W Łodzi znajdowała się jeszcze parafia pw. Matki Boskiej Nieustającej Pomocy przy ul. Nawrot 104 oraz pw. Przenajświętszego Sakramentu przy ul. Podleśnej 22 (obecnie ul. Marii Skłodowskiej-Curie). Obie te placówki zostały utracone z powodu odejścia od Kościoła Mariawitów w 1913 kapł. E. Marksa. 3 stycznia 1907 został wydany w tutejszej drukarni pierwszy numer „Mariawity”. W latach 1908–1910 parafia w Łodzi wybudowała dom szkolny oraz pięciopiętrowy przy ul. Franciszkańskiej 29. 
W 22 marca 1933 w krypcie kościoła parafialnego przy ul. Franciszkańskiej 27 w Łodzi pochowano biskupa Leona Marię Andrzeja Gołębiowskiego. 

### Proboszczowie parafii
- 1906–1910 – kapł. Serafin Maria Edward Marks
- 1910–1933 – bp Leon Maria Andrzej Gołębiowski
- 1933–1945 – bp Janusz Maria Szymon Bucholc
- 1945–1983 – bp Stanisław Maria Andrzej Jałosiński
- 1983–1997 – bp Zdzisław Maria Włodzimierz Jaworski
- 1997–2007 – bp Michał Maria Ludwik Jabłoński
- 2007–2024 – bp Zdzisław Maria Włodzimierz Jaworski
- od 2024 – bp Michał Maria Ludwik Jabłoński

## Działalność parafii
Przy parafii św. Franciszka z Asyżu działa Punkt Katechetyczny. Uczniowie na lekcjach katechezy zapoznają się z wydarzeniami ze Starego i Nowego Testamentu, z historią swojego Kościoła, parafii, poznają prawdy wiary, są przygotowywane do przyjmowania sakramentów świętych.
Od 1909 działa tutaj orkiestra dęta. Obecnie orkiestra składa się z 15 muzyków grających na: klarnetach, trąbkach, saksofonach, altach, tenorach, barytonie i tubie. Wraz z orkiestrą muzykuje chór diecezji śląsko-łódzkiej, powołany w 1906. Od jesieni 1956 chór zaczął prowadzić mgr Stanisław Jałosiński. Dzięki systematycznym próbom w rok później na Rezurekcji odśpiewano Mszę Piotrowińską Stanisława Moniuszki. W latach 1986–1997 organistką była p. Pelagia Jaworska. Od października 1997 obowiązki organisty pełni Henryk Kapusta.
Z inicjatywy bpa Ludwika Jabłońskiego oraz Tomasza Boruszczaka (dziennikarz TVP3) przy parafii łódzkiej w 2001 powstało Forum Dyskusyjne Inteligencji Mariawickiej. Organizację tworzą ludzie nauki i kultury, którzy pragną integrować mariawicką młodzież, a jednocześnie przenosić i promować mariawickie idee i zasady na zewnątrz, wśród ludzi innych wyznań, mediów i podobnych organizacji. 
Do parafii należy cmentarz mariawicki (ul. Wojska Polskiego 151) powstały równolegle z rozpoczęciem działalności Kościoła mariawickiego, a więc na początku XX wieku. Najstarsze z ocalałych pomników pochodzą z lat 30. ubiegłego stulecia.
Adoracja miesięczna odprawiana jest w kościele parafialnym 1. dnia każdego miesiąca.